# Склотара

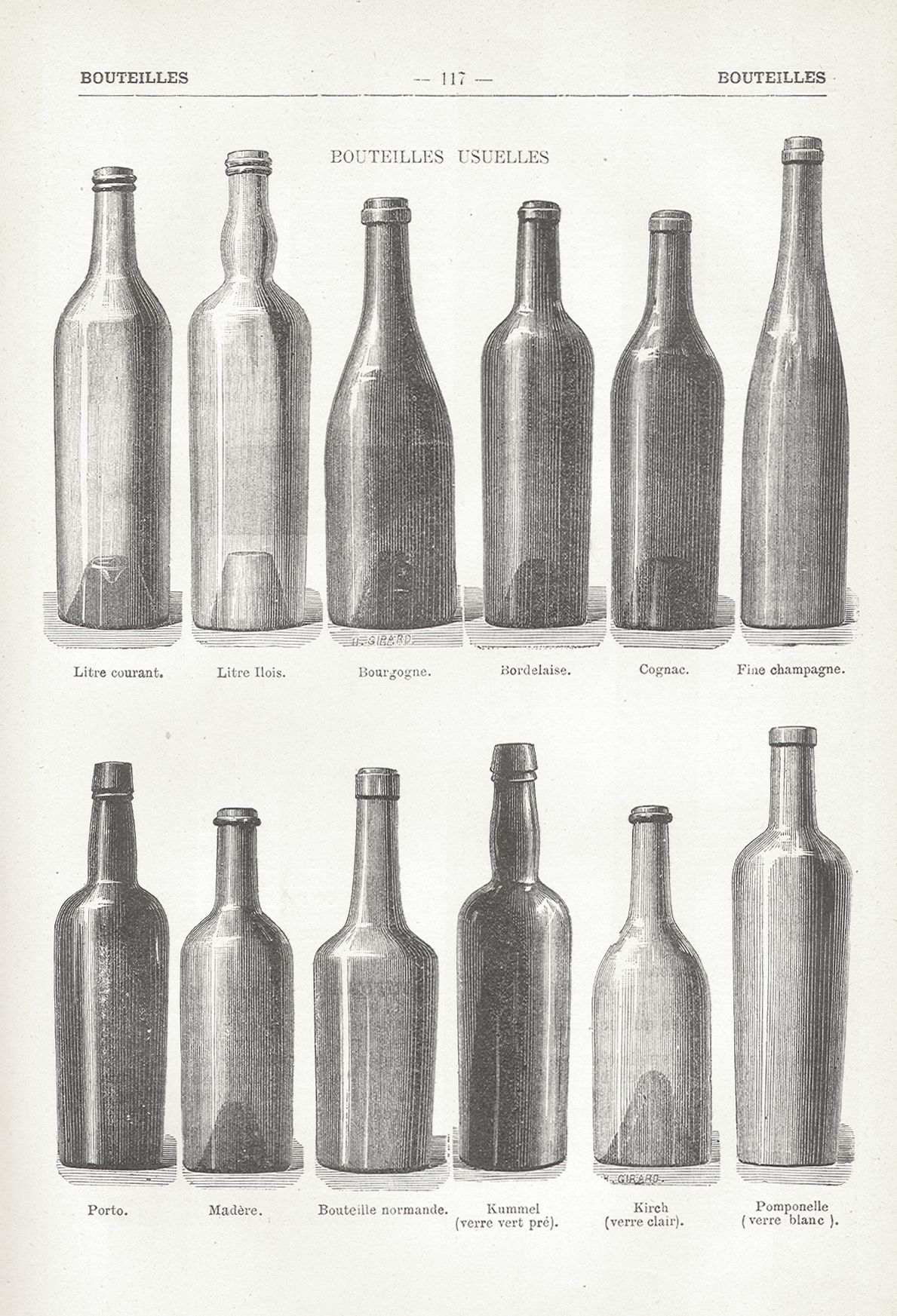
Пляшки

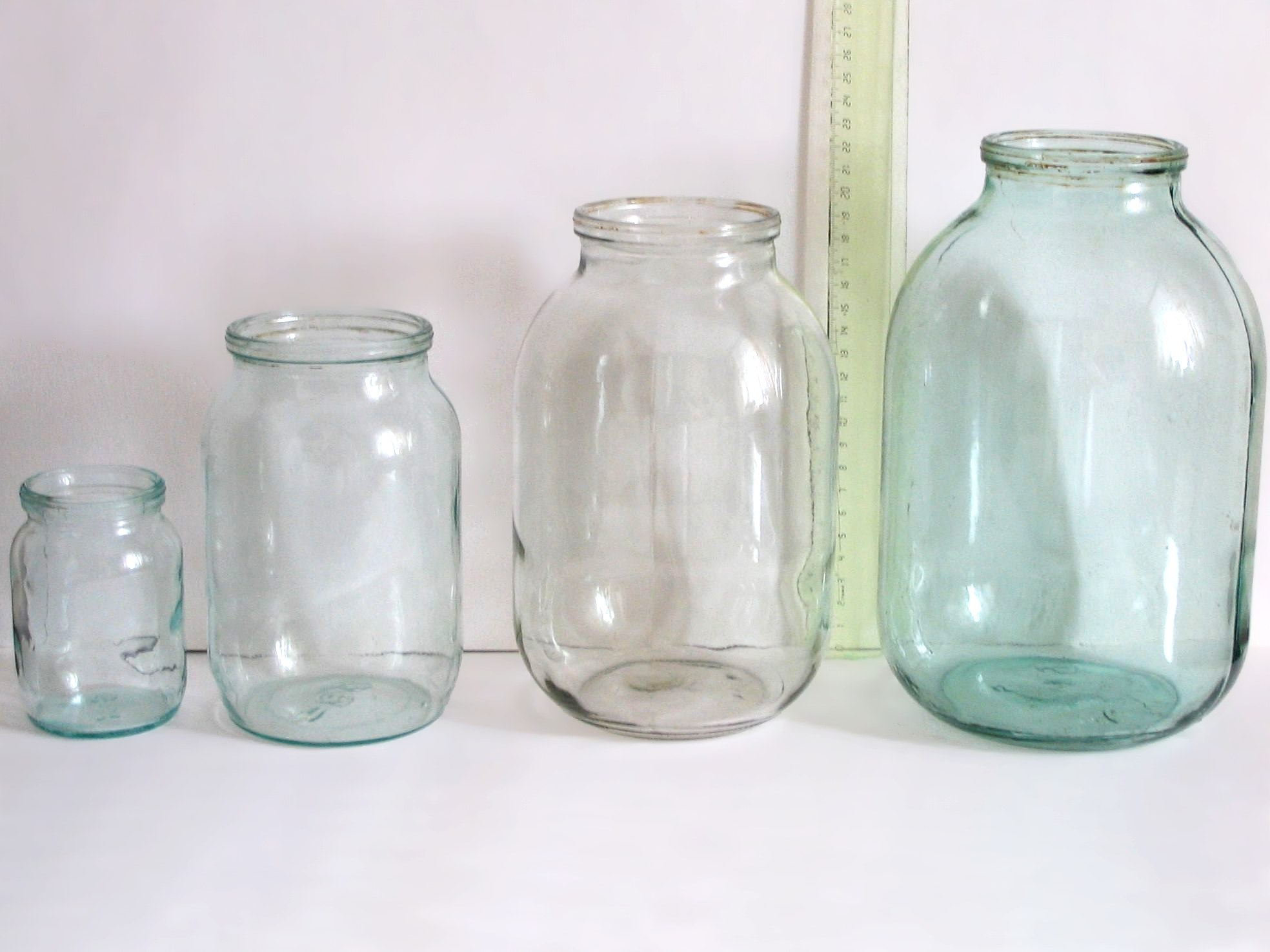
Скляні банки зліва направо: 250 мл, 1 л, 2 л, 3л.

Кодовий символ вказує, що склотара може бути вдруге перероблена

Склотара (скляна тара) — скляна упаковка, використовувана для зберігання й транспортування промислових товарів і сільськогосподарських продуктів.
Матеріалом відрізняється від тари дерев'яної, пластмасової та металевої і належить, як правило, до малогабаритної тари. За конструктивної жорсткості і монтажними ознаками належить до категорій жорсткої і нерозбірної тари. Щодо обороту може бути як разовою, так і поворотною або багатооборотною.
У радянські часи було поширене явище прийому склотари з метою повторної її переробки та використання. прийом відбувався у спеціальних пунктах, оплата здійснювалася поштучно. Здача склотари є важливим джерелом доходів безпритульних та осіб, що зловживають спиртними напоями.

## Область застосування
1. Холодильні продукти;
2. Варення, соки, компоти, сиропи, мед, різноманітні фрукти і т. д.;
3. Овочі, м'ясні та рибні продукти, морські делікатеси (ікра, мідії, креветки) та ін.;
4. Дитяче харчування;
5. Майонези, кетчупи та соуси;
6. Різноманітні мазі та лікарські бальзами;
7. Мінеральні води;
8. Лікеро-горілчана продукція;
9. Продукти, що зберігаються в розсолі (огірки, помідории, гриби);
10. Продукти, які зберігаються у великій кількості олії (певні сорти сирів, овочі, законсервовані в олії і т. ін.)